# Gracefield (Nouvelle-Zélande)
Gracefield est une banlieue industrielle de la ville de Lower Hutt, localisée dans la partie inférieure de l'Île du Nord de la Nouvelle-Zélande.

## Situation
Elle est limitée au nord par la banlieue de Waiwhetū, au sud-ouest par Seaview, au nord-ouest par la banlieue de Woburn

## Activités économiques
Jusqu'en 1980, la banlieue de Gracefield et sa voisine la ville de Petone, étaient le siège de moulins à laine, d'ateliers de chemin de fer, d'usine d'assemblage de voitures et d'installations agro-alimentaires.
Mais quand les tarifs protectionnistes furent supprimés dans le milieu des années 1980, de nombreuses, parmi ces industries, cessèrent de fonctionner .
Le quartier général et les principaux  laboratoires de la société Callaghan Innovation (en) sont situés à ‘Gracefield’, et furent, au début, largement développés à partir du laboratoire de «Physics and Engineering Laboratory» du DSIR (en).